# Star Mazda Championship 2003
Het Star Mazda Championship 2003 was het vijfde kampioenschap van de Formule Mazda. Het kampioenschap bestond uit 9 races verdeelt over 9 raceweekenden. 
Luis Schiavo won het kampioenschap vier overwinningen en zes podiumplaatsen. Nieuwkomer Michael McDowell eindigde tweede met twee overwinningen en zes podiumplaatsen en een zevende plaats als slechtste finish. Moses Smith werd derde in het kampioenschap met twee overwinningen en zes podiumplaatsen.
James Goughary won het Expert kampioenschap (voor rijders in de leeftijdscategorie 30 jaar en ouder) en eindigde knap vierde in het algemene kampioenschap. John Faulkner won het Masters kampioenschap (voor rijders in de leeftijdscategorie 40 jaar en ouder) en werd dertiende in het algemene kampioenschap.

## Races
| Race | Datum       | Racenaam                      | Circuit                       | Locatie          |
| ---- | ----------- | ----------------------------- | ----------------------------- | ---------------- |
| 1    | 14 maart    | Sebring International Raceway | Sebring International Raceway | Sebring, FL      |
| 2    | 17 mei      | Nazareth Speedway             | Nazareth Speedway             | Nazareth, PE     |
| 3    | 15 juni     | Mazda Raceway Laguna Seca     | Laguna Seca                   | Monterey, CA     |
| 4    | 28 juni     | Road Atlanta                  | Road Atlanta                  | Braselton, GE    |
| 5    | 26 juli     | Infineon Raceway              | Infineon Raceway              | Sears Point, CA  |
| 6    | 16 augustus | Mosport International Raceway | Mosport International Raceway | Bowmanville, ON  |
| 7    | 23 augustus | Road America                  | Road America                  | Elkhart Lake, WI |
| 8    | 7 september | Mazda Raceway Laguna Seca     | Laguna Seca                   | Monterey, CA     |
| 9    | 17 oktober  | Road Atlanta                  | Road Atlanta                  | Braselton, GE    |

## Uitslagen
| 1             | Luis Schiavo     | 14  | 4   | 1   | 3   | 1   | 1   | 2   | 4   | 1   | 349    |
| 2             | Michael McDowell | 1   | 7   | 7   | 2   | 3   | 4   | 1   | 2   | 6   | 335    |
| 3             | Moses Smith      | 3   | DSQ | 3   | 1   | 2   | 2   | 4   | 1   | 31  | 294    |
| 4             | James Goughary   | 7   | 17  | 8   | 6   | 13  | 6   | 5   | 7   | 5   | 269    |
| 5             | Mike Potekhen    | 2   | 20  | 28  | 10  | 4   | 3   | 6   | 27  | 2   | 261    |
| 6             | Alan Rudolph     | 6   | 1   | 27  | 4   | 8   | 8   | 24  | 12  | 9   | 255    |
| 7             | Mike Anderson    | 5   | 6   | 5   | 5   | 7   | 15  | 7   | 10  | DNS | 251    |
| 8             | John Olsen       | 4   | 3   | 4   | 23  | 15  | 9   | 9   | 28  | 12  | 246    |
| =             | Glenn Cooper     | 8   | 16  | 11  | 8   | 18  | 7   | 8   | 15  | 4   | 246    |
| 10            | Jamie Bach       | 27  | 2   | 29  | 9   | 11  | 11  | 3   | 3   | 30  | 237    |
| 11            | Ryan Justice     | 9   | 5   | 13  | 13  | 14  | 10  | 20  | 30  | 8   | 225    |
| 12            | Brian Thienes    | 29  | 9   | 10  | 34  | 6   | 5   | 15  | 9   | 15  | 216    |
| 13            | John Faulkner    | 13  | 13  | 22  | 27  | 12  | 12  | 23  | 31  | 10  | 193    |
| 14            | John Brownson    | 22  | 10  | 31  | 28  | 20  | 18  | 12  | 18  | 18  | 183    |
| 15            | Steve Cook       | 20  | 12  | 36  | 19  | 22  | 20  | 14  | 25  | 16  | 179    |
| 16            | Dan Weyland      | 23  | 18  | 17  | 24  | 26  | 19  | 18  | 19  | 21  | 176    |
| 17            | Tom Nastasi      | 12  |     |     | 26  | 5   | 22  | 27  | 11  | 7   | 161    |
| 18            | Dan Tomlin Jr    | 25  | DSQ | 21  | 30  | 31  | 17  | 16  | 23  | 24  | 146    |
| 19            | Ginni Swanton    | 26  | 14  |     |     | 28  | 21  | 21  | 21  | 23  | 118    |
| 20            | Rick Waddell     | 21  |     |     | 18  | 24  |     | 25  | 24  |     | 117    |
| 21            | Richard Matthews | 18  |     | 24  | 15  |     | 13  |     |     | 13  | 109    |
| 22            | Matt Downs       |     | 11  | 37  | 11  | 9   | 23  |     |     |     | 105    |
| 23            | Dan Tomlin III   | 17  | 19  | 32  | 25  | 35  | DNS |     |     |     | 95     |
| 24            | Scott Kusy       | 15  |     |     | 14  | 19  |     |     |     |     | 65     |
| 25            | Ian Henderson    | 31  |     | 15  | 7   |     |     |     |     |     | 62     |
| 26            | Tom Mabey        |     |     | 23  | 17  | 25  |     |     |     |     | 58     |
| 27            | David Hamilton   |     |     |     |     |     |     | 19  |     | 25  | 47     |
| 28            | Pierre Ehret     | 10  |     |     |     |     |     |     |     |     | 46     |
| =             | Grant Lockwood   | 30  | 17  |     |     |     |     |     |     | 29  | 46     |
| 30            | Dick Downs       | 16  |     |     |     |     |     |     |     |     | 37     |
| Expert Class  |                  |     |     |     |     |     |     |     |     |     |        |
| 1             | James Goughary   | 7   | 17  | 8   | 6   | 13  | 6   | 5   | 7   | 5   | 141    |
| 2             | Mike Anderson    | 5   | 6   | 5   | 5   | 7   | 15  | 7   | 10  | DNS | 133    |
| 3             | John Olsen       | 4   | 3   | 4   | 23  | 15  | 9   | 9   | 28  | 12  | 127    |
| 4             | Brian Thienes    | 29  | 9   | 10  | 34  | 6   | 5   | 15  | 9   | 15  | 115    |
| 5             | Glenn Cooper     | 8   | 16  | 11  | 8   | 18  | 7   | 8   | 15  | 4   | 115    |
| 6             | Tom Nastasi      | 12  |     |     | 26  | 5   | 22  | 27  | 11  | 7   | 86     |
| 7             | Dan Tomlin III   | 17  | 19  | 32  | 25  | 35  | DNS |     |     |     | 55     |
| 8             | Matt Downs       |     | 11  | 37  | 11  | 9   | 23  |     |     |     | 53     |
| Masters Class |                  |     |     |     |     |     |     |     |     |     |        |
| 1             | John Faulkner    | 13  | 13  | 22  | 27  | 12  | 12  | 23  | 31  | 10  | 132    |
| 2             | John Brownson    | 22  | 10  | 31  | 28  | 20  | 18  | 12  | 18  | 18  | 130    |
| 3             | Steve Cook       | 20  | 12  | 36  | 19  | 22  | 20  | 14  | 25  | 16  | 114    |
| 4             | Dan Weyland      | 23  | 18  | 17  | 24  | 26  | 19  | 18  | 19  | 21  | 108    |
| 5             | Dan Tomlin Jr    | 25  | DSQ | 21  | 30  | 31  | 17  | 16  | 23  | 24  | 92     |
| 6             | Rick Waddell     | 21  |     |     | 18  | 24  |     | 25  | 24  |     | 76     |
| 7             | Scott Kusy       | 15  |     |     | 14  | 19  |     |     |     |     | 50     |
| 8             | Tom Mabey        |     |     | 23  | 17  | 25  |     |     |     |     | 37     |
| 9             | Pierre Ehret     | 10  |     |     |     |     |     |     |     |     | 34     |
| 10            | David Hamilton   |     |     |     |     |     |     | 19  |     | 25  | 27     |
| 11            | Dick Downs       | 16  |     |     |     |     |     |     |     |     | 23     |
| Pos           | Rijder           | SEB | PEN | LAG | ATL | INF | MOS | ROA | LAG | ATL | Punten |

| Kleur       | Resultaat                       |
| ----------- | ------------------------------- |
| Goud        | Winnaar                         |
| Zilver      | 2de plaats                      |
| Brons       | 3de plaats                      |
| Groen       | 4de en 5de plaats               |
| Lichtblauw  | 6de–10de plaats                 |
| Donkerblauw | Gefinisht (buiten de Top 10)    |
| Paars       | Niet gefinisht                  |
| Rood        | Niet gekwalificeerd (DNQ)       |
| Bruin       | Teruggetrokken (Wth)            |
| Zwart       | Gediskwalificeerd (DSQ)         |
| Wit         | Niet Gestart (DNS)              |
| Blank       | Nam geen deel aan de race (DNP) |
| Blank       | Niet geracet                    |

| Toegevoegde info    |                       |
| vet                 | Pole positie (1 punt) |
| cursief             | Snelste ronde         |
| Rookie van het Jaar |                       |
| Rookie              |                       |

| Kleur       | Resultaat                       |
| ----------- | ------------------------------- |
| Goud        | Winnaar                         |
| Zilver      | 2de plaats                      |
| Brons       | 3de plaats                      |
| Groen       | 4de en 5de plaats               |
| Lichtblauw  | 6de–10de plaats                 |
| Donkerblauw | Gefinisht (buiten de Top 10)    |
| Paars       | Niet gefinisht                  |
| Rood        | Niet gekwalificeerd (DNQ)       |
| Bruin       | Teruggetrokken (Wth)            |
| Zwart       | Gediskwalificeerd (DSQ)         |
| Wit         | Niet Gestart (DNS)              |
| Blank       | Nam geen deel aan de race (DNP) |
| Blank       | Niet geracet                    |

| Toegevoegde info    |                       |
| vet                 | Pole positie (1 punt) |
| cursief             | Snelste ronde         |
| Rookie van het Jaar |                       |
| Rookie              |                       |

| Positie | 1  | 2  | 3  | 4  | 5  | 6  | 7  | 8  | 9  | 10 | 11 | 12 | 13 | 14 | 15 | 16 | 17 | 18 | 19 | 20 | 21 | 22 | 23 | 24 | 25 | 26 | 27 | 28 | 29 | 30 | 31 | 32 | 33 | 34 | 35 |
| ------- | -- | -- | -- | -- | -- | -- | -- | -- | -- | -- | -- | -- | -- | -- | -- | -- | -- | -- | -- | -- | -- | -- | -- | -- | -- | -- | -- | -- | -- | -- | -- | -- | -- | -- | -- |
| Punten  | 44 | 40 | 37 | 34 | 32 | 30 | 29 | 28 | 27 | 26 | 25 | 24 | 23 | 22 | 21 | 20 | 19 | 18 | 17 | 16 | 15 | 14 | 13 | 12 | 11 | 10 | 9  | 8  | 7  | 6  | 5  | 4  | 3  | 2  | 1  |

1991 · 1992 · 1993 · 1994 · 1995 · 1996 · 1997 · 1998 · 1999 · 2000 · 2001 · 2002 · 2003 · 2004 · 2005 · 2006 · 2007 · 2008 · 2009 · 2010 · 2011 · 2012 · 2013 · 2014 · 2015 · 2016 · 2017 · 2018 · 2019 · 2020 · 2021 · 2022 · 2023 · 2024 · 2025